# Samira Addi
Samira Addi (* 6. Februar 1998) ist eine marokkanische Leichtathletin, die sich auf den Hammerwurf spezialisiert hat.

## Sportliche Laufbahn
Erste internationale Erfahrungen sammelte Samira Addi 2015 bei den Juniorenafrikameisterschaften in Addis Abeba, bei denen sie mit einer Weite von 45,87 m den sechsten Platz belegte, während sie im Kugelstoßen mit 8,35 m auf Rang zehn gelangte. Zwei Jahre später siegte sie bei den Juniorenafrikameisterschaften in Tlemcen mit 56,29 m und gewann daraufhin bei den Arabischen Meisterschaften in Radès mit 57,48 m die Bronzemedaille hinter der Algerierin Zouina Bouzebra und ihrer Landsfrau Soukaina Zakkour. 2019 klassierte sie sich bei den Arabischen Meisterschaften in Kairo mit 57,65 m auf Rang vier und wurde bei den Afrikaspielen in Rabat mit 57,33 m Achte. 2022 belegte sie dann bei den Afrikameisterschaften in Port Louis mit 55,78 m den siebten Platz, ehe sie bei den Islamic Solidarity Games in Konya mit 58,30 m auf Rang sechs gelangte.
In den Jahren von 2021 bis 2023 wurde Addi marokkanische Meisterin im Hammerwurf.